# مردخاي كاهانا
مُردخاي (موطي) كاهانا (وُلد 28 شباط/فبراير 1968 في القدس، بالعبرية: מרדכי מוטי כהנא، بالإنجليزية: Mordechai Moti Kahana) هو رجل أعمال وفاعل خير إسرائيليّ أمريكيّ يعمل من أجل رفاه لاجئي الحرب الأهليّة السوريّة.

## سيرة حياة
وُلد كاهانا وترعرع في مدينة القدس، في أسرة يهوديّة أصلها في مدينة ياش الرومانيّة، وهو من أنسال الـحاخام المشهور أريه لايب هكوهين هيلر الذي عاش في القرن الـ18. في 1986 تجنّد في سلاح الجوّ التابع لـجيش الدفاع الإسرائيلي. بعد انتهاء فترة خدمته العسكريّة انتقل كاهانا إلى مدينة نيو يورك وأخذ يعمل سائقًا لسيّارة أجرة. في 1994 بدأ دراسته في جامعة أريزونا بمدينة توسان، حيث حصل على درجة بكالوريوس. تزوّج من ستايسي وأنجب معها ثلاثة أولاد. تعيش العائلة اليوم في مدينة راندولف بولاية نيو جيرسي.

## النشاط الأعمالي
على مرّ السنوات شارك كاهانا في تأسيس عدد من الشركات في مجال صيانة المركبات.
في 1994, أي في بداية سيرته المهنيّة، أسّس كاهانا شركة AAA Auto Rental التي تهتمّ بشراء المركبات في منطقة الساحل الشرقي الأمريكيّ وبيعها في منطقة الساحل الغربي. في أيار/مايو 1997 تمّ بيع الشركة لشركة الاستثمارات Spitzer Financial.
في 1999 قام بتأسيس شركة Automoti التي كانت بمثابة ساحة إنترنتيّة لبيع السيّارات المستعملة. في السنة ذاتها ساهم كاهانا في تأسيس موقع eBay Motors. في 2009 تمّ بيع الشركة لشركة استئجار السيّارات Hertz مقابل بضعة ملايين دولار. وأدّت هذه الصفقة إلى مبادرة برنامج Rent2Buy التابعة لشركة Hertz.
في 2005 طوّر كاهانا اختراعًا أطلق عليه اسم Auto Eye ويشمل كاميرا تصوّر المركبة بصورة تلقائيّة من عدّة زوايا للحصول على تقييم وضع المركبة. يعمل هذا النظام في مطارات وساحات استئجار السيّارات في أنحاء الولايات المتحدة.
في 2011 أسّس كاهانا شركة Fuel Recyclers LLC التي تهتمّ بتدوير الوقود المستعمل في المركبات المتاحة للاستئجار أو معروضة للمزاد العلنيّ أو مركبات تمّت مصادرتها إثر حوادث سير. وفي نطاق نشاطاتها شغّلت الشركة بضع مئات من ناقلات الوقود المدوّر. أمّا شركة Yellow dog Technologies فاتّهمتها بخرق حقوق الاختراع والتأليف بحيث قدّمت ادّعاءً قضائيًّا ضدّها.
في 2013 باع كاهانا كلّ حصّته في الشرك.
في 2015 عاد كاهانا إلى مجال صيانة المركبات وأصبح مالك شركة HiGear التي تعمل على فحص طريقة Person 2 Person لـمشاركة السيارات.

## فعاليات اجتماعية
خلال إعصار ساندي عام 2012 تبرّع كاهانا كمّيّات كبيرة من الوقود والطعام للمستشفيات في المناطق التي تعرّضت للكارثة في ستاتين آيلند، لونغ آيلند، بروكلين وكوينز، وهذا لكي تستطيع المستشفيات تشغيل نظام سيّارات الإسعاف التابعة لها. ونسّق كاهانا كذلك إرسال الإغاثة، أي تبرعات البطانيّات والطعام ومياه الشرب، للأماكن المنكوبة. نقل كاهانا تبرّعات الوقود من خلال 200 ناقلة وقود تابعة لشركته Fuel Recyclers LLC. كذلك قام كاهانا بتنسيق إرسال بطانيات، طعام ومياه شرب لسكّان المناطق التطويريّة في المدن التي تعرضت للإعصار.
في 2011 أسّس كاهانا منظّمة « عمل الله » (Amaliah)ة لمساعدة المجتمع المدنيّ وتحسين مكانة المرأة في الشرق الأوسط. وقد ساهمت هذه المنظمة منذ تأسيسها في عدد من المشاريع لتقديم المساعدة الإنسانيّة في سوريا وباقي الشرق الأوسط.

### سوريا
اعتبارًا من عام 2011 يترأّس كاهانا مجموعة من رجال الأعمال الإسرائيليين واليهود الأمريكيين، تسافر إلى أماكن تحشّد لاجئي الحرب الأهليّة السوريّة بهدف تقديم المساعدة الإنسانيّة لهمة. وقام كاهانا أيضًا بتمويل زيارة السيناتور الأمريكيّ جون ماكين إلى سوريا ليشاهد عن كثب أوضاع الشعب السوريّ أثناء الحرب.
في 2014 ساعد كاهانا على إنقاذ عائلة يهوديّة سوريّة، من البقايا الأخيرة للجالية اليهوديّة السوريّة، من ويلات الحرب ونقلها إلى إسرائيل. وقام كاهانا أيضًا بتمويل زيارة السيناتور الأمريكيّ جون ماكين إلى سوريا ليشاهد عن كثب أوضاع الشعب السوريّ أثناء الحرب. كذلك عمل كاهانا من أجل محاولة الحفاظ على كنيس إلياهو هانبي في حيّ جوبر بمدينة دمشق، وهذا من خلال الاتّصال ببعض عناصر المعارضة السوريّة.
في 2015 ساهم في بذل الجهود لإعادة جيل روزنبرغ، مواطنة إسرائيليّة من أصل كنديّ، والتي سافرت إلى سوريا لتنضمّ إلى قوّات الـبيشمركة الكرديّة في حربها ضدّ تنظيم الدولة الإسلامية. في السنة ذاتها ساعد كاهانا على إنقاذ آخر يهود مدية حلب السوريّة ونقلهم إلى إسرائيل عن طريق تركيا.
في 2016 قام كاهانا ومنظمة « عمل الله » بتنسيق نقل أطفال سوريّين مرضى من مدينة القنيطرة إلى مستشفيات إسرائيليّة، وإرجاعهم إلى وطنهم بعد شفائهم مع جهاز طبّيّ وأدوية لمواصلة العلاج.